# Речкалов, Вадим Владимирович
Вадим Владимирович Речкалов (24 апреля 1964, Кременкуль, Челябинская область — 7 января 2017, Москва) — российский журналист, обозреватель газеты «Московский комсомолец».

## Биография
Работал в «Общей газете», «Московских новостях», «Известиях» и «Московском комсомольце».
В журналистском сообществе имел репутацию одного из ведущих специалистов по горячим точкам. Автор резонансных журналистских расследований. Много работал в зонах конфликтов на Кавказе в 1990—2000-х годах. Автор книги «Живых смертниц не бывает: Чеченская киншка» (2005).
В 2004 году за публикации о терроризме удостоен премии имени Артёма Боровика. За освещение Войны в Грузии награждён Почётной грамотой Президента Российской Федерации в 2008 году.
7 января 2017 года умер после тяжёлой болезни.
Похоронен на кладбище деревни Аносино Истринского района Московской области. На памятнике указана фамилия Речкалов-Муллер.

## Известные публикации

### ДелоПолитковской
10 марта 2009 года в своей публикации «Убить мало» написал о презентации, использованной следствием во время заседания суда. По мнению Речкалова, обвинение «играло на стороне своих соперников — подсудимых, дискредитируя жертву в глазах присяжных». В презентации использовались сведения об американском гражданстве Политковской, о её иностранных премиях и наградах с фактологическими ошибками (в том числе несуществующая премия Вальтера Гамнюса). По мнению Речкалова, подбор и подача этих сведений были тенденциозны.

### «Магнитское поле»
В июле 2010 года в своей публикации «Магнитское поле» в трёх частях подверг критике Уильяма Браудера и Джемисона Файерстоуна за кампанию по защите Сергея Магнитского, обвинив их в финансовых нарушениях.